# Clain

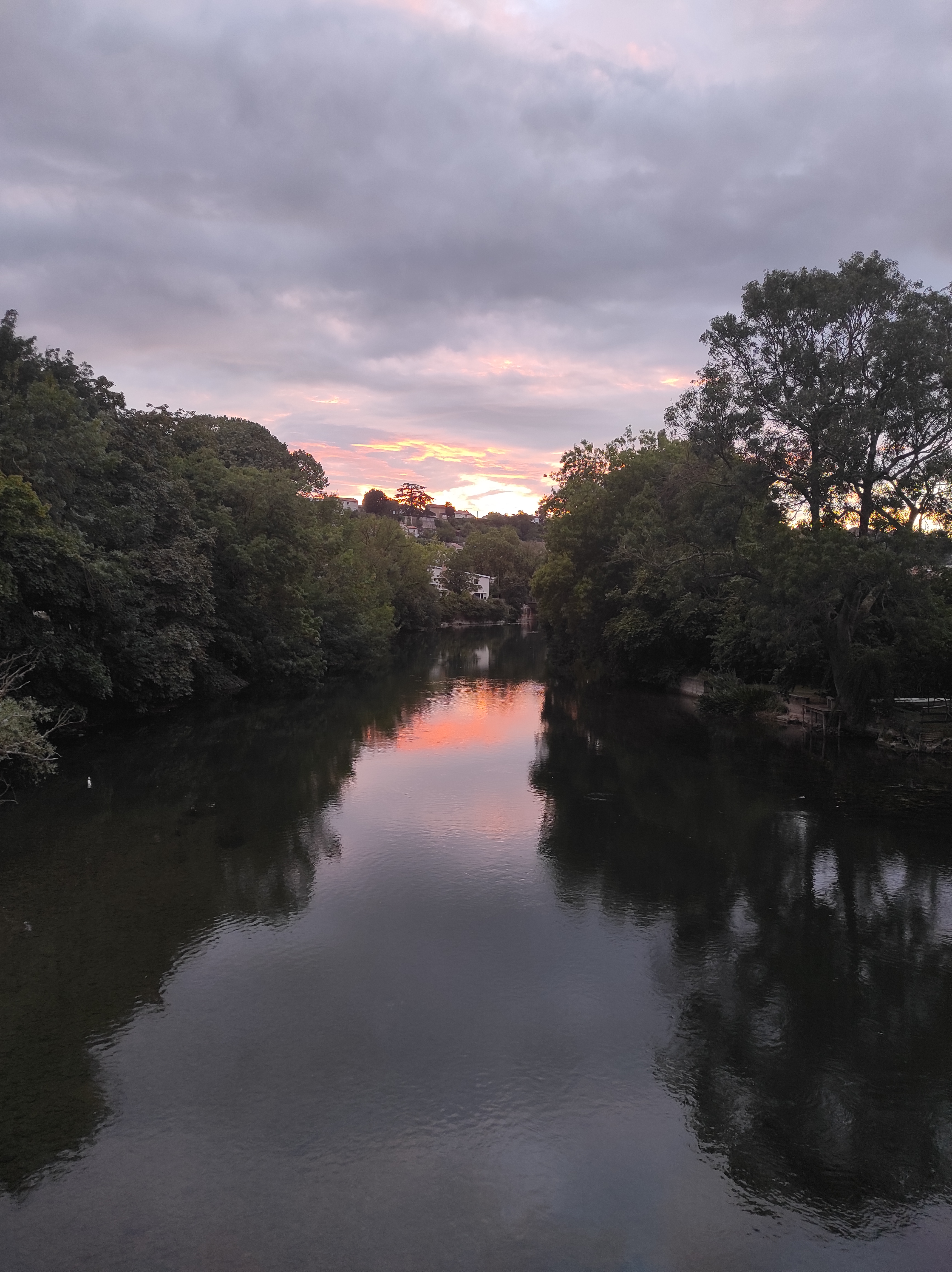
El Clain a su paso por el puente Saint-Cyprien en Poitiers

El Clain es un río francés de mediana importancia que nace cerca de Hiesse, en Charente, y atraviesa el departamento de Vienne antes de desembocar en el río Vienne cerca de Châtellerault, en Cenon-sur-Vienne.

## Geografía
El Clain nace en el departamento de Charente pero su curso transcurre esencialmente por Vienne. Pasa por las ciudades de Vivonne, Saint-Benoit y de Poitiers entre otras antes de desembocar con el río Vienne cerca de Châtellerault.
Su curso transcurre por un valle encajonado en forma de U de cincuenta metros de profundidad que delimita las llanuras.

## Afluentes
- El Préhobe (en Pressac; 6,8 km; margen izquierdo);
- El Payroux (en Payroux; 18 km; cuyo afluente es el Maury ; margen derecho);
- El Bé (en Sommières-du-Clain; 6 km; el Fontegrive es un afluente temporal; margen derecho);
- El Pontreau (en Ceaux en Couhé; 3 km; Bouleure es un afluente de aproximadamente 40km, margen derecho);
- El Dive du Sud (río que pasa por Couhé; en parte temporal, permanentemente a partir de Couhé; margen derecho);
- El Belle en Vivonne;
- El Vonne en Vivonne;
- El Clouère;
- El Miosson en Saint-Benoît;
- El Boivre en Poitiers;
- El Auxances cuyo afluente es en Vandelogne;
- El Palu, 31,4 km.

## Hidrología

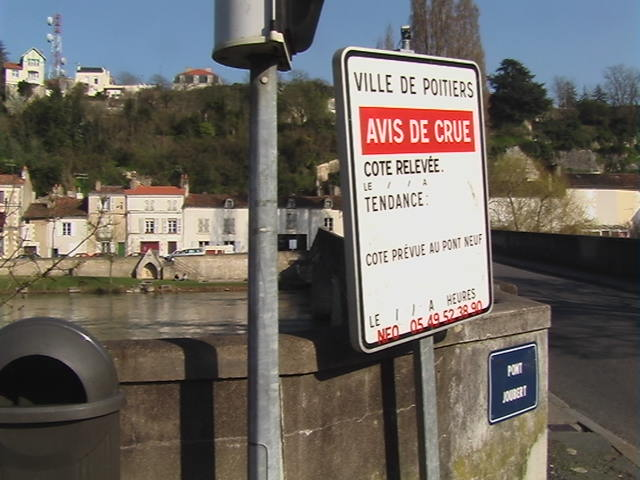
Inundaciones en marzo de 2007

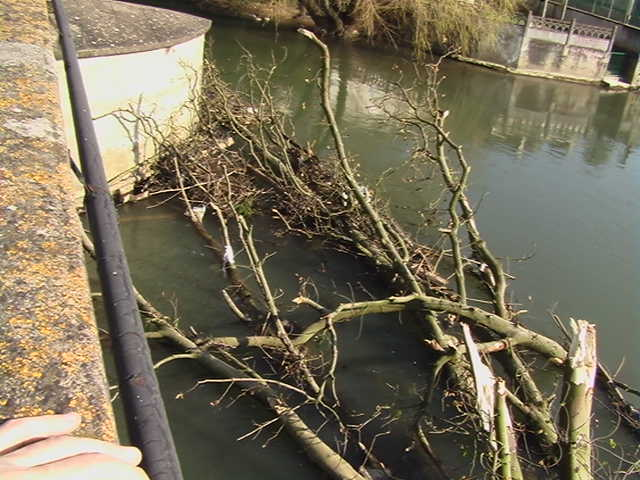
Árbol desrraigado por la inundación y llevado hasta el puente Joubert, en marzo de 2007

El Clain no es un río que sufra inundaciones catastróficas, pero las lluvias locales pueden provocar importantes desbordamientos en su valle encajonado. La más importante se remonta a diciembre de 1982 por una inundación repentina que cortó la circulación por los bulevares de Poitiers y sumergió todos los puentes a excepción del llamado "Penétrante". La inundación más grande jamás registrada fue de 5,60 m.

## En la cultura popular

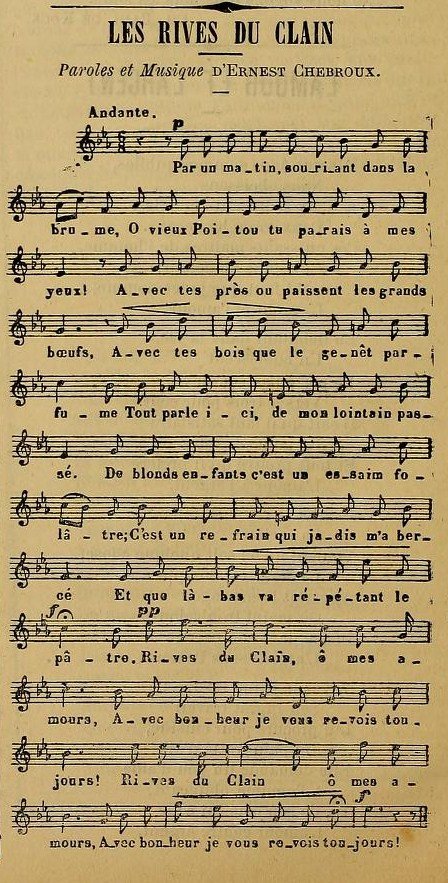
Una canción de Ernest Chebroux, Les rives du Clain.

- El escritor Jules Sandeau sitúa su novela Mademoiselle de la Seiglière (1848) a orillas del Clain.
- Una de las canciones más famosas del poeta, ilustrador y goguette poitevino y parisino Ernest Chebroux se titula Les rives du Clain.